# اسكاكا (سلفيت)
اسكاكا بكسر أوله وسكون ثانيه وفتح الكافين، قرية فلسطينية في محافظة سلفيت شمال الضفة الغربية. يبلغ عدد سكانها حوالي 1,198 نسمة حسب التعداد العام للسكان عام 2017، وتبلغ مساحتها 5,311 دونم. ومن القرى التي احتلت عام النكسة.

## التاريخ الحديث والمعاصر
تم العثور على آثار من العصر البيزنطي، الصليبي، الأيوبي، والحقب المملوكية.

### العهد العثمانية
تبعت اسكاكا إلى الإمبراطورية العثمانية في عام 1517 مع كل فلسطين، وكانت تتبع ولاية شرق بيروت في الشام. في عام 1596 ظهر لأول مرة اسم اسكاكا في سجلات الضرائب العثمانية، حيث دفعوا معدل ثابت للضريبة بنسبة 33,3٪ على المنتجات الزراعية المختلفة، مثل القمح، والشعير، والمحاصيل الصيفية، والزيتون، والماعز، وخلايا النحل. أشار فيكتور جويرين عالم الآثار الفرنسي إلى أنها«قرية قديمة، على تلة مزروعة بأشجار الزيتون» وذلك عندما زارها عام 1870. عام 1882، أجرى صندوق استكشاف فلسطين الغربية مسحاً للبلدة ووصفها بأنها «قرية صغيرة، بها أبراج مهدمة ومقابر بالصخر، وهي محافظة بالزيتون على أرض مرتفعة، وفيها بئر ماء».

### الانتداب البريطاني
في عام 1917، سقطت سرطة بيد الجيش البريطاني، ودخلت البلدة مع باقي فلسطين مظلة الانتداب البريطاني على فلسطين عام 1920، وأصبحت سرطة تتبع لناحية سلفيت في قضاء نابلس في تلك الفترة حتى وقوع النكبة.
أجرت سلطات الانتداب البريطاني تعدادا عاما للسكان عام 1922، وقد بلغ عدد السكان حوالي 127 نسمة جميعهم مسلمون، ثم تزايد العدد حتى وصل إلى 186 نسمة جميعهم مسلمون في تعداد عام 1931. أما في تعداد عام 1945، فبلغ عدد سكان سرطة حوالي 260 نسمة جميعهم مسلمون.

### الحكم الأردني
في أوائل خمسينيات القرن العشرين أتبعت سرطة للحكم الأردني بين حربي 1948 و1967، وكان عدد سكانها آنذاك حوالي 415 نسمة عام 1961، وكانت تتبع إدارياً إلى ناحية الجماعينيات في قضاء نابلس.

### النكسة
سقطت اسكاكا في يد الاحتلال بعد حرب النكسة.

### السلطة الفلسطينية

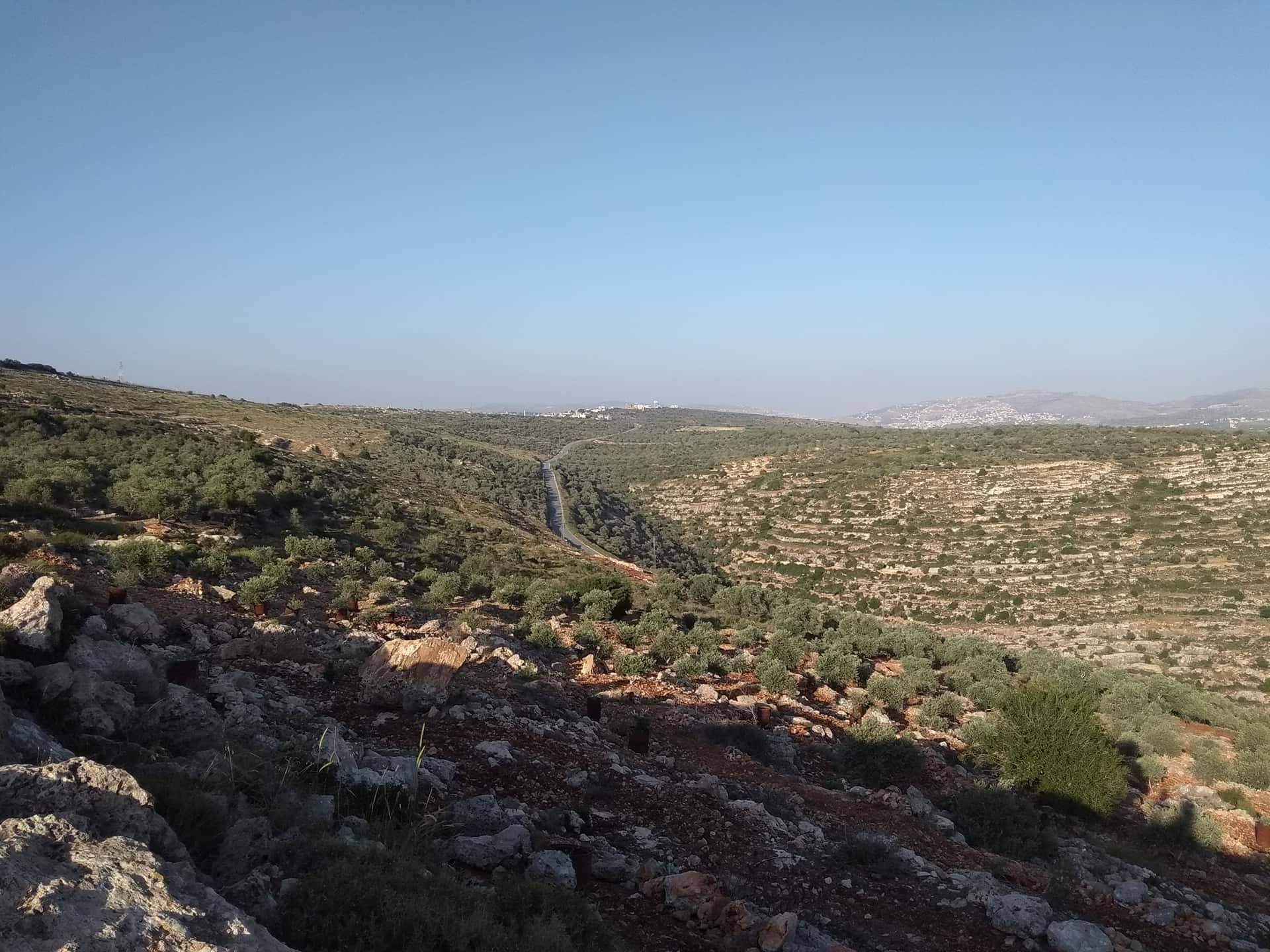
قرية اسكاكا من منطقة الظهر بمدينة سلفيت وتظهر في الأفق قبلان

بعد تأسيس السلطة الفلسطينية، قسمت أراضي القرية إلى قسمين: الأول شكل حوالي 25% وعرفت باسم المنطقة «ب»، بينما القسم الآخر والذي يشكل النسبة المتبقية، عرف باسم المنطقة "ج". وتشكل القرية مساحة 2.6% من مساحة محافظة سلفيت.

## الجغرافيا
تقع في وسط فلسطين، في الجزء الشمالي الغربي من الضفة الغربية، في شرق محافظة سلفيت، على ارتفاع (600) متراً عن سطح البحر، تبعد عن مركز مدينة سلفيت 5 كم إلى الشرق منها.

### الحدود
يحد قرية اسكاكا من الشرق أراضي قرى ياسوف والساوية، أما من الشمال فيحدها أراضي قرى ياسوف ومردة، ومن الغرب مدينة سلفيت، أما من الجنوب فيحدها أراضي قرية اللبن الشرقية.

## السكان
دخلت فلسطين وفود كبيرة عبر العصور من تجار وغيرهم وذلك؛ لموقعها الهام كنقطة وصل بين القارات، ومركز للحضارات والأديان. يبلغ عدد سكان اسكاكا حاليا حوالي 1,198 نسمة جميعهم من المسلمين وذلك حسب التعداد العام للسكان 2017 الذي أجراه الجهاز المركزي للإحصاء الفلسطيني.
<tbody></tbody>
| السنة      | (1922) | (1931) | (1945) | (1961) | (تعداد 2007) | (تقدير 2012) | (2017) |
| ---------- | ------ | ------ | ------ | ------ | ------------ | ------------ | ------ |
| عدد السكان | 276    | 317    | 260    | 415    | 902          | 1,012        | 1,198  |

## مؤسسات اسكاكا

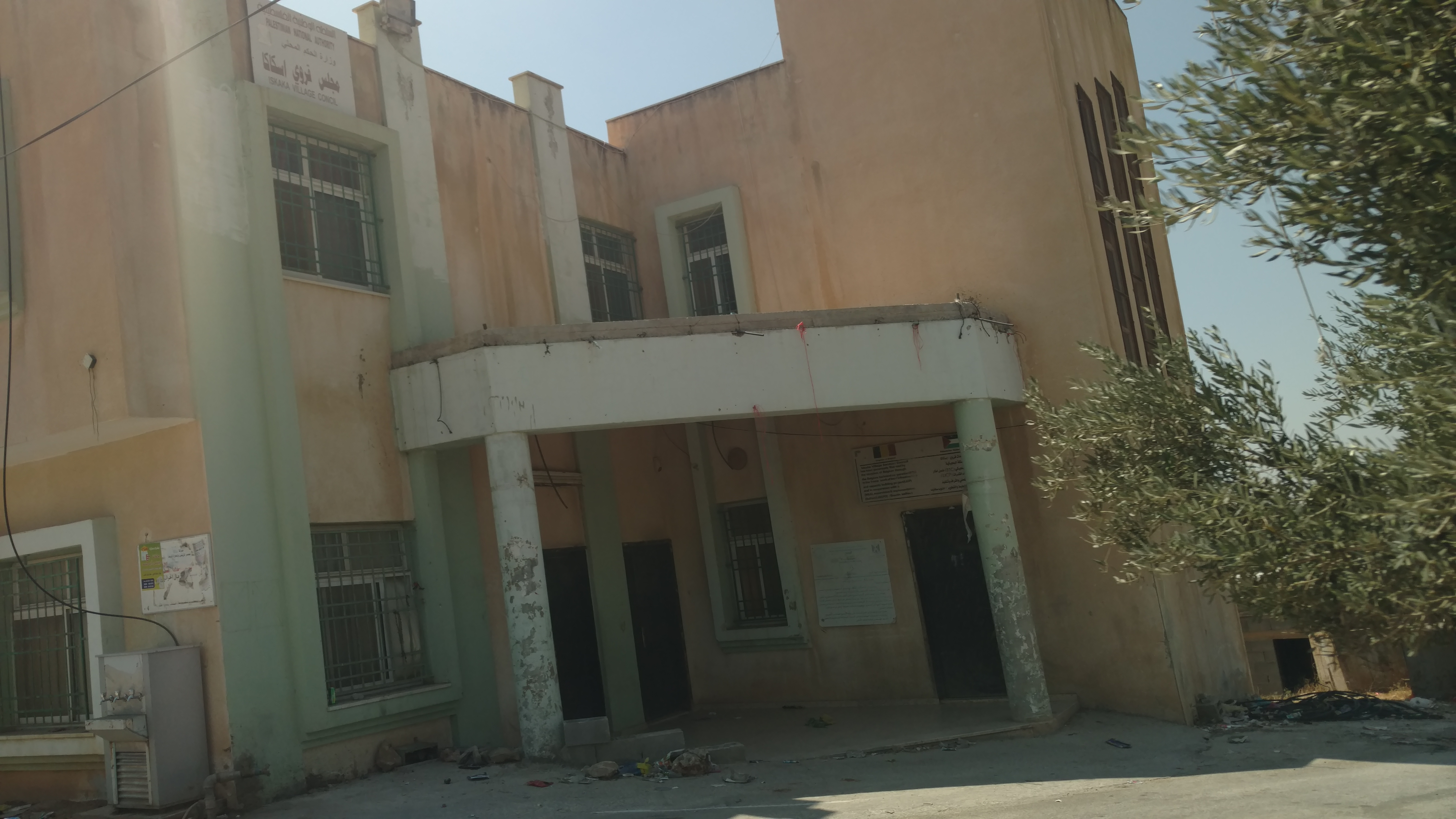
مبنى مجلس قروي اسكاكا

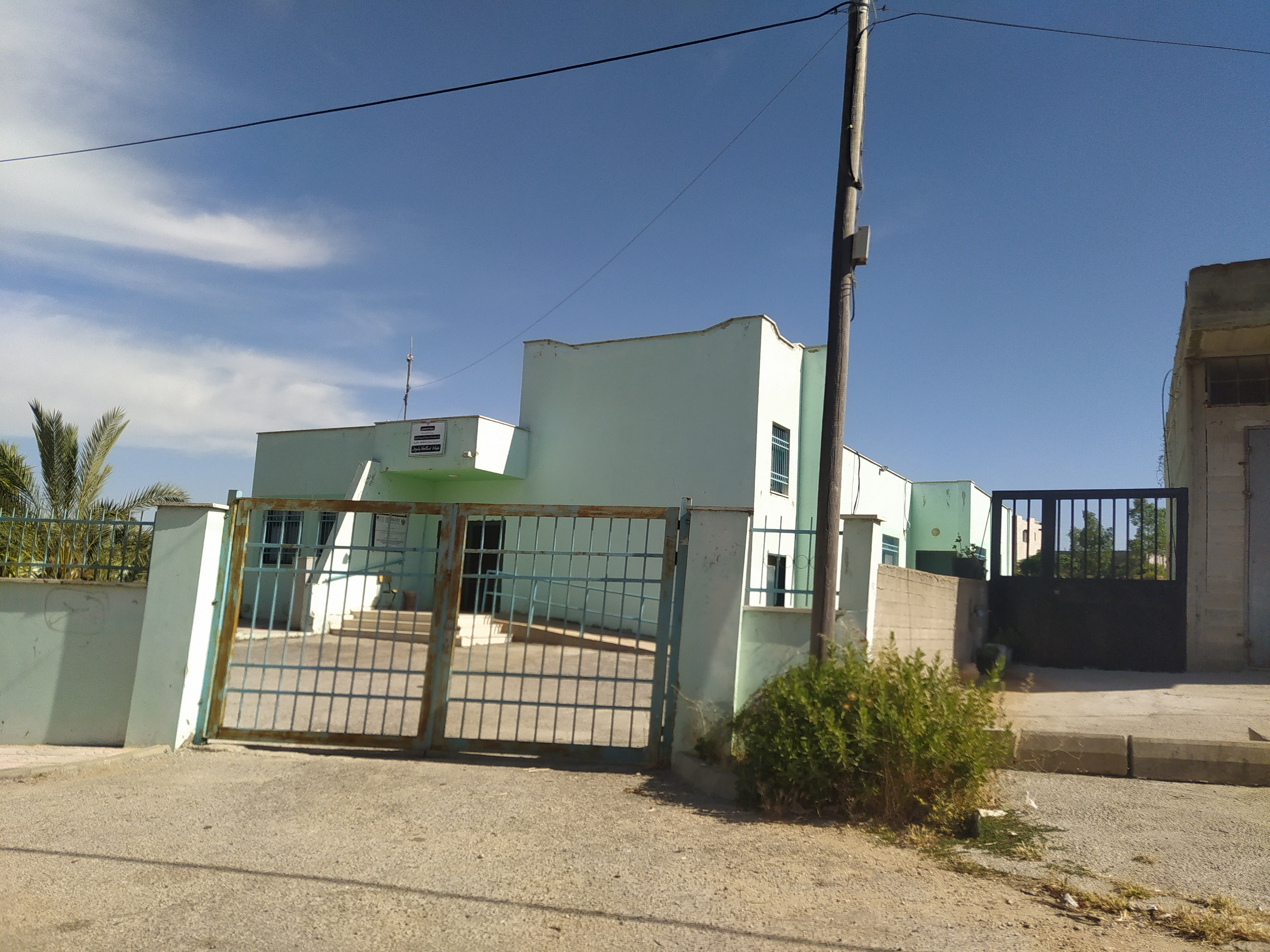
مبنى الرعاية الصحية الأولية في بلدتي اسكاكا ياسوف

يوجد في القرية مجلس قروي مكون من 9 أعضاء يتم انتخابهم كل 4 سنوات، ومدرسة أساسية مختلطة، وعيادة صحية حكومية تقع بين ياسوف واسكاكا، وأيضاً مسجد وحديقة.

## الاقتصاد

### الزراعة
تعد الزراعة القطاع الاقتصادي الرئيسي في البلدة، تنتج البلدة محاصيل الزيتون، والتين، واللوز، والعدس، والقمح وبعض الخضراوات. لكن التوسع العمراني للبلدة والتوسع في البنية التحتية وفتح الشوارع قلص المساحات المزروعة من الأراضي الزراعية.
تراجعت في السنوات الأخيرة أعداد الثروة الحيوانية بسبب ارتفاع أسعار الأعلاف وقلة المساحات الحيوية نتيجة الجدار والاستيطان، وأيضاً تعتبر مشكلة الخنازير البرية التي يطلقها المستوطنون من أكبر المشاكل التي تؤثر على القطاع الزراعي في اسكاكا خاصة والمحافظة عامة.

## الاستيطان
يحيط بالقرية عدد من المستوطنات والمواقع العسكرية والبؤر الاستيطانية، أبرزها مستوطنة أرئيل التي تمتد من أراضي قرية اسكاكا مروراً بسلفيت حتى كفر الديك.

## وصلات خارجية
- صفحة اسكاكا في موقع فلسطين في الذاكرة.
- صورة جوية للقرية.